# Haarstube

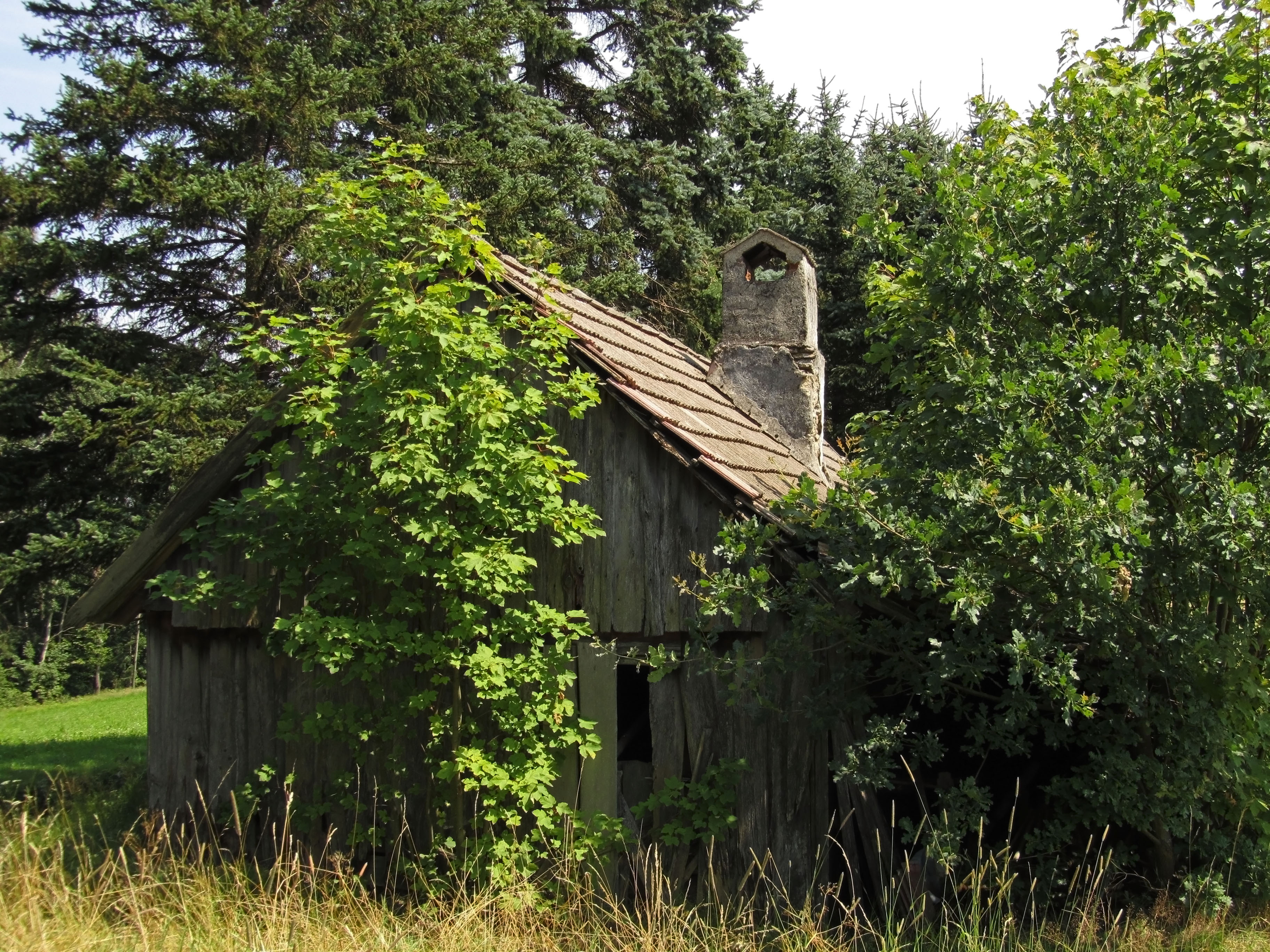
Haarstube in Schandachen

Eine Haarstube (auch: Brechhäusl) ist ein verbreiteter Gebäudetyp, in dem früher Flachs verarbeitet wurde.

## Beschreibung
Um aus Flachs verarbeitbaren Leinengarn gewinnen zu können, wurden die dafür nötig Arbeitsschritten in einem speziell für diesen Zweck errichteten Gebäude durchgeführt. Aufgrund eines für die Trocknung nötigen, Darre genannten offenen Feuers und der damit entstehenden Brandgefahr mussten Haarstuben mindestens 100 Meter vom nächsten Gebäude entfernt errichtet werden.